# Songs About My Cats
Songs About My Cats – album autorstwa Venetian Snares nagrany w 2001 roku. 
Na zawartość albumu wpływ miało wiele odrębnych stylów muzyczynych. Najważniejszym z nich jest ambient, jednakże w pewnych utworach widoczny jest również wpływ jazzu, a także muzyki poważnej oraz salsy.

## Lista utworów

### CD
1. "Chinaski" – 4:21
2. "Katzesorge part 1" – 0:51
3. "Nepetalactone" – 4:27
4. "Poor Kakarookee" – 6:04
5. "For Bertha Rand" – 2:08
6. "Breakfast Time for Baboons" – 3:24
7. "Fluff Master" – 6:12
8. "Bobo" – 3:56
9. "Katzesorge Part 2" – 0:51
10. "Pouncelciot" – 3:10
11. "Kakenrooken Stivlobits" – 4:43
12. "Lioness" – 2:04
13. "Cleaning Each Other" – 3:51
14. "Look" – 0:31